# Dix (Nebraska)
Dix je selo u američkoj saveznoj državi Nebraska. Prema popisu stanovništva iz 2010. u njemu je živjelo 255 stanovnika.